# Усадьба купца Перегудова

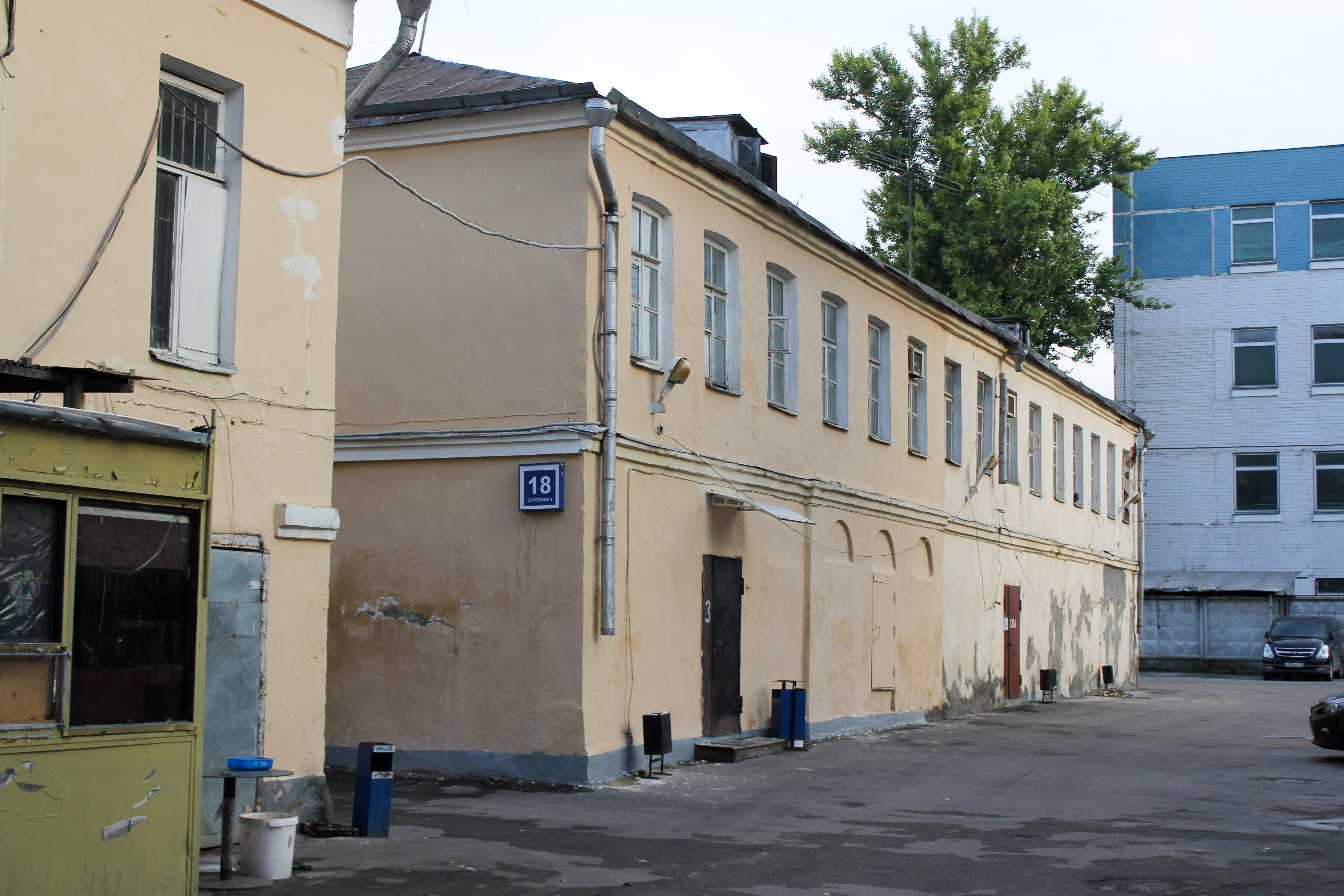
Флигель во дворе. Кожевническая улица, дом 18, строение 2. 2015

Уса́дьба купца́ Перегу́дова — бывшая городская усадьба в Даниловском районе Москвы на Кожевнической улице, перестроена в 1760—1770 годах из палат 1690-х годов. Сохранились главное здание и два флигеля — восточный и западный.
Согласно указу президента Российской Федерации № 176 от 20 февраля 1995 года комплекс получил статус объекта культурного наследия федерального значения. По данным на 2014 год усадьба находится в собственности у ООО «Торговая база „Кожевники“».